# Bolbelasmus bocchus
Bolbelasmus bocchus — жук из семейства навозники-землерои.

## Описание

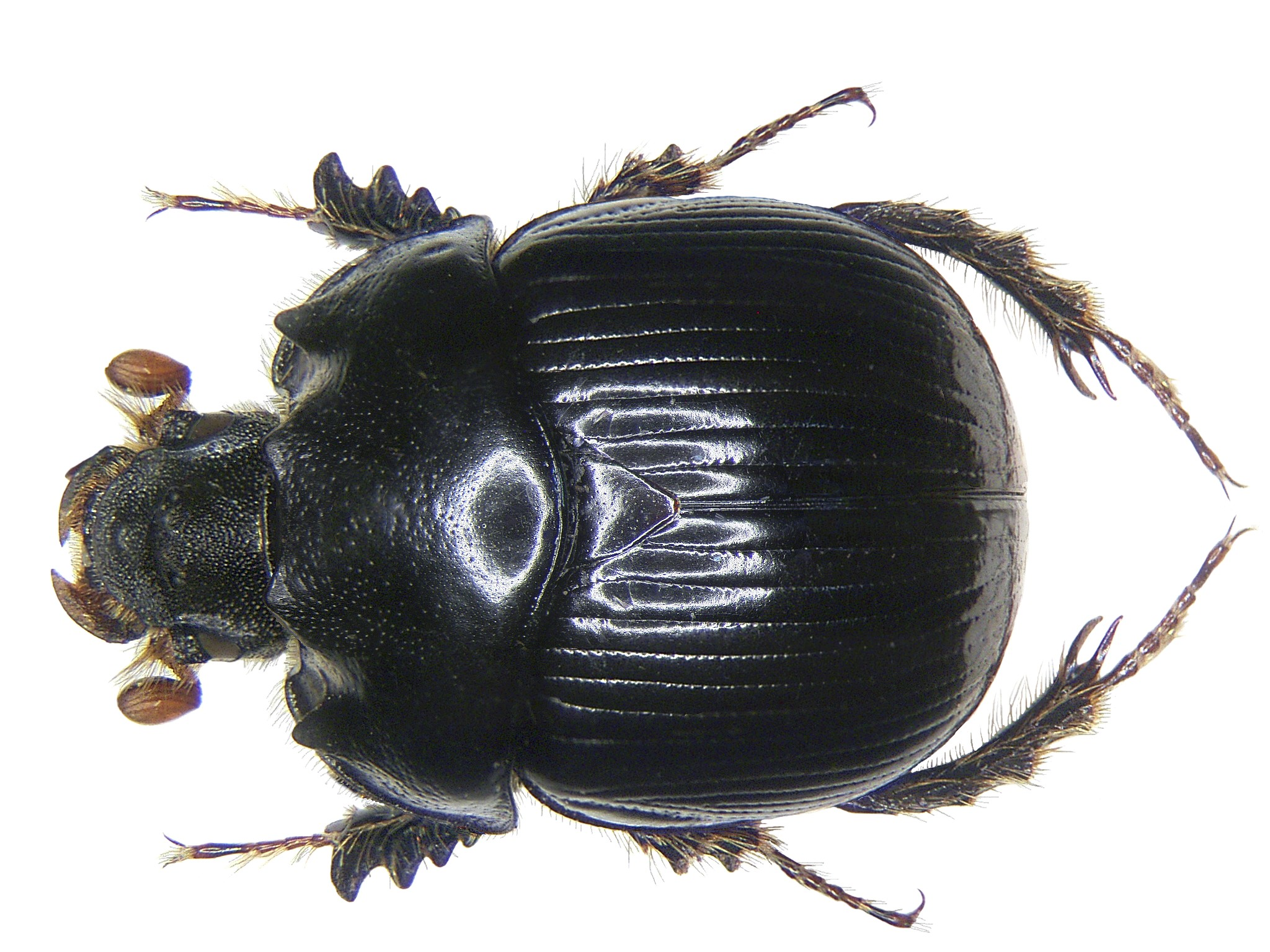
Самец

Длина тела достигает 10-15 мм. Тело округлой формы, выпуклое, почти полукруглое. Окраска блестящая чёрного цвета.  Глаза частично разделены щёчными выступами. На надкрыльях между швом и плечевым бугорком имеются семь точечных бороздок. Средние тазики соприкасающиеся, средние и задние голени с двумя-тремя цельными поперечными килями. Голова самца имеет рог, а голова самки с поперечным бугорком.

## Ареал
Ареал вида включает в себя следующие территории: Португалия, Испания, Северная Африка.